# Hypomyzostoma membranaceum
Hypomyzostoma membranaceum is een ringworm uit de familie van de Myzostomatidae.
Hypomyzostoma membranaceum werd in 1887 voor het eerst wetenschappelijk beschreven door Ludwig von Graff.